# Marie-Antoinette Lix

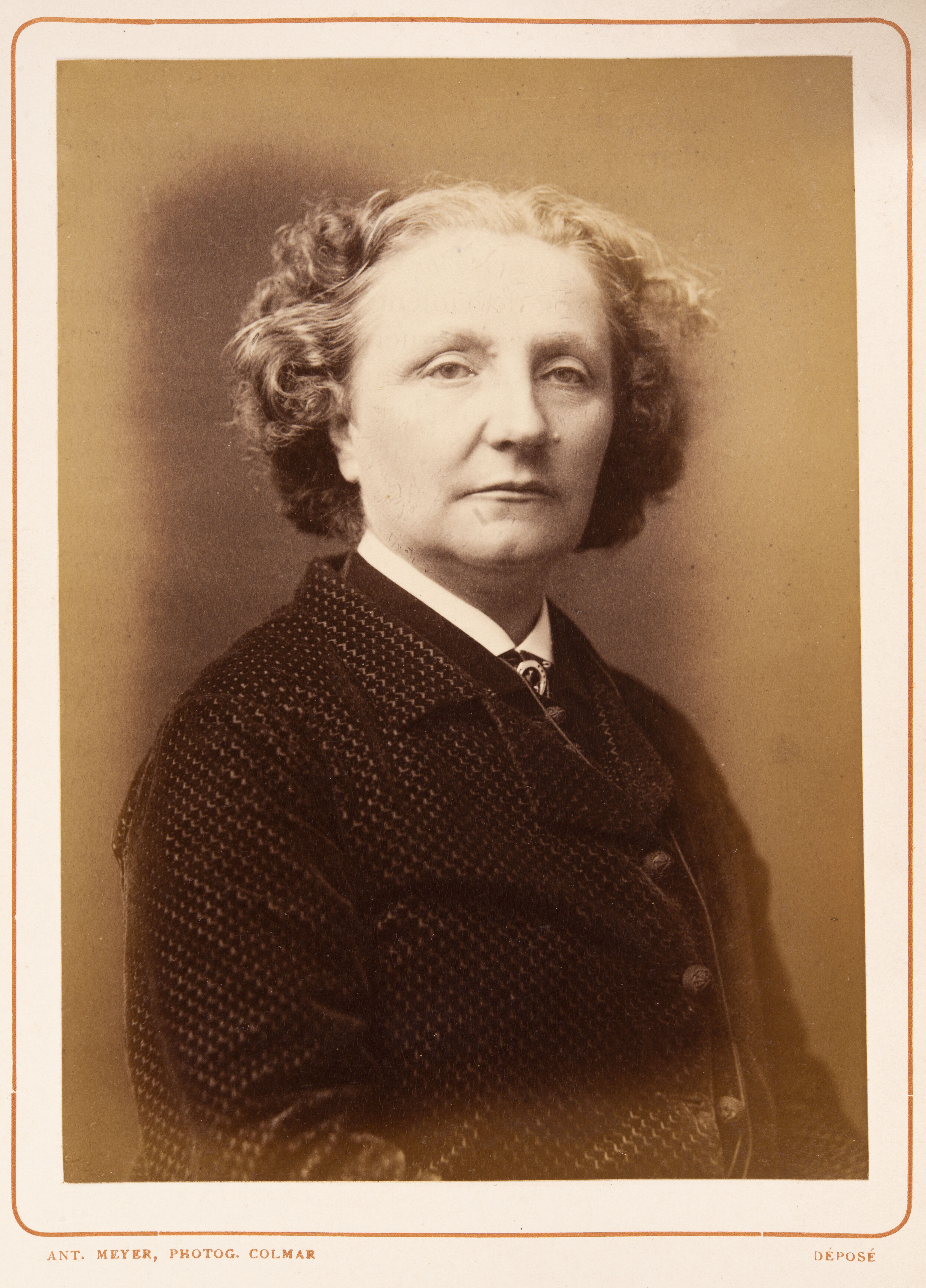
Marie-Antoinette Lix 1883

Marie-Antoinette Lix (* 31. Mai 1839 in Colmar; † 14. Januar 1909 in Saint-Nicolas-de-Port) war eine französisch-polnische Gouvernante und Heldin des polnischen Januaraufstands 1863–64 gegen Russland, die später auch im Deutsch-Französischen Krieg kämpfte.

## Biographie
Sie war die Tochter eines „Grenadiers à cheval“, der sich nach zwanzig Dienstjahren als Gastwirt niederließ, 1843 verlor sie ihre Mutter. Marie-Antoinette Lix, die von ihrem Vater den Spitznamen Tony erhielt, wurde von ihrem Vater wie ein Junge erzogen. Ihr Vater, immer noch an seinem früheren Militärleben orientiert, brachte ihr Reiten und Fechten sowie den Umgang mit Waffen bei. Militärisch ausgebildet und begabt, konnte sie noch im Alter von 10 Jahren weder lesen noch schreiben. Auf Anraten ihrer Nachbarn sah sich ihr Vater gezwungen, ihr eine Schulausbildung zu ermöglichen und schickte Marie-Antoinette ins Internat der Nonnen der Göttlichen Vorsehung in Ribeauvillé. Marie-Antoinette, ein intelligentes Mädchen, holte schnell auf, wurde eine brillante Schülerin und beendete im Alter von 17 Jahren ihre Ausbildung als Privatlehrerin.

### Die Zeit in Polen
Durch Vermittlung der Oberin des Internats kam es 1856 zu einem Treffen mit der polnischen Adelsfamilie Łubieński in der Residenz der Czartoryskis, dem Hôtel Lambert auf der Île Saint-Louis in Paris, die auf der Suche nach einem Französisch-Lehrer war. Sie wurde als Hauslehrerin angestellt und begleitete die Familie zum Schloss Szycz um die vier Kinder der Gräfin Łubieńska in Französisch und im Reiten zu unterrichten. Gemeinsam mit ihr gingen zwei weitere Erzieherinnen, eine Engländerin und eine Deutsche, ins Schloss. Dort verbrachten sie sieben friedliche Jahre, in denen Marie-Antoinette ihr sportliches Training, darunter auch das Reiten, fortsetzte. Sehr von ihren Arbeitgebern geschätzt, freundete sie sich mit der Gräfin Maria Wanda de Łubieński an.
Im 18. Jahrhundert mehrfach geteilt, erlebten die Reste des Königreichs Polen zahlreiche Aufstände gegen das vordringende Russische Reich. Am 27. Januar 1863 erhob sich das unter der Herrschaft des Zaren stehende Polen und Graf Łubieński schloss sich dem Aufstand an. Der Aufstand wurde letztendlich durch die Zwangseinberufung von 10.000 der Konspiration verdächtigten jungen Polen zum russischen Militärdienst, der 15 Jahre dauerte, ausgelöst.
In dieser Situation baten die englische und die deutsche Erzieherin darum, heimkehren zu dürfen. Marie-Antoinette, die ihren Vater bei einem Sturz von Pferd im Jahr 1859 verloren hatte, sowie ihre ältere Schwester, die kurz nach ihrer Hochzeit starb, beschloss zu bleiben. Graf Łubieński, durch seine politischen Entscheidungen ins Exil gezwungen und von Kosaken verfolgt, vertraute seine Familie Marie Antoinette an. Die Gräfin Łubieńska blieb mit den vier Kindern allein in Szycz. Marie-Antoinette übernahm die Leitung des Anwesens und bekam ein erstes Pseudonym: „Michel“, „Micha“ auf Polnisch.
Das Gut wurde zu einem polnischen Lazarett. Marie Antoinette kümmerte sich auch um die Verwundeten, bis die Gräfin ihr mitteilte, dass eine bei einem Verwundeten gefundene Depesche besagt, dass am nächsten Tag ein Bataillon von 300 Mann des polnischen General Kazimierz Konrad Błaszczyński, genannt „Bogdan Bończa“, ein Freund der Familie Łubieński, von 800 Russen angegriffen werden soll.
Marie-Antoinette alias „Tony“, zog daraufhin eine Uniform an, sattelte ein Pferd und ritt in der kalten Nacht zu den Stellungen von Bończas Schwadron im Wald von Góry. Auf dem Weg durchquerte sie im Galopp das feindliche Biwak, von wo auf sie geschossen wurde. Eine Kugel streifte ihre rechte Schläfe, sie verlor aber nur eine Locke.

Unmittelbar nach dem Aufmarsch der Russen wurde das Lager der Polen von den Russen eingekesselt. Die Männer zögerten, als Błaszczyński den Angriff befahl, er wurde dabei verwundet und brach zusammen. Marie-Antoinette beschimpfte darauf die Truppe: 

„Feiglinge! (…) wenn ihr es zulassen könnt, dass euer Anführer massakriert wird, so lasst wenigstens nicht zu, dass sein Leichnam eure Schande bezeugt, indem er in die Hände eurer Feinde fällt …“

 So angefeuert, schlugen die polnischen Soldaten, obwohl sie zahlenmäßig unterlegen waren, die Russen in die Flucht.
Hierauf wollte der tödlich verwundete General den jungen Mann kennenlernen, der ihr Retter war. Marie-Antoinette stellte sich unter dem Namen Michel le Sombre vor. Sie berichtete:

„Ich bin Franzose und heiße Michel", antwortete ich errötend.

Hier löste der General den Kommandoring mit dem geheimnisvollen Siegel von seinem Finger.

- „Nimm ihn“, sagte er, „und schwöre, meine Soldaten nicht zu verlassen, bis ein anderer, vom Komitee ernannter Führer gekommen ist, um sie zu führen …“

- Nein, ich verspreche Ihnen, mein General, unter einer Bedingung: dass Ihre Soldaten als Geleitschutz für die Gräfin Łubieńska dienen, die ins Exil geht?

- Was, Arthurs Frau?

- Genau diese, General, und um Ihren Schutz für sie zu erbitten, habe ich die Aufgabe angenommen, die mich hierher führt.

- Danke mein Kind, danke für Sie, für mich.

- „Meine Herren“, fügte er hinzu und wandte sich an die Offiziere, die stumm und finster im hinteren Teil des Zeltes standen, „Sie werden diesem jungen Mann gehorchen. Es ist mein letzter Befehl, es ist ein letztes Gebet …““

Durch diese Episode mit der Sache der Aufständischen verbündet, erhält „Tony – Michel – Micha“ einen neuen Spitznamen: Le Sombre. Von da an unterschreibt Marie-Antoinette auf allen Dokumenten, die sie in der Hand hält, mit Michel le Sombre. Wie versprochen, eskortieren sie die Familie der Gräfin Łubieńska bis zur preußischen Grenze, wo sie mit ihren Kindern in Dresden Zuflucht fand.
Bei der Rettung einer in Gefahr befindlichen Person wird sie am rechten Bein schwer verletzt. In ihren Memoiren schreibt sie:
„Nachdem ich mich von meiner Verletzung erholt hatte, aber zu sehr hinkte, um zum Dienst zurückzukehren, nahm ich eine Mission für das Polnische Zentralkomitee in Paris an; von dort ging ich nach Nantes, wo ich ein umfassendes Geständnis ablegte, dann kam ich mit einem Pass unter dem Namen Michel Lix - dem Pass ihres Bruders - nach Polen zurück …“
Bei ihrer Rückkehr nach Paris lernt sie den jungen Charles Mazurkiewicz kennen, der ihr, obwohl er erst fünfzehn Jahre alt ist, bei allen Kämpfen folgt.
Während ihrer Abwesenheit löste sich ihre Truppe auf und schloss sich anderen Aufständischen an. Sie kehrte als einfacher Soldat an die Front nach Polen zu General Sokol zurück.
„Nach dem ersten Gefecht mit den Russen wurde ich als Marschall des Übersetzerquartiers Stellvertreter eines französischen Offiziers, Ivon genannt Chabrolles. Beim zweiten Gefecht wurde ich zum zweiten Leutnant ernannt, weil ich dem Feind eine Fahne abgenommen hatte …“ Von sechshundert Russen angegriffen, wurde ihre Kompanie von zweihundert Mann, einschließlich Chabrolles, aufgerieben. „Nach diesem Tag wurde ich zum Leutnant der Ulanen ernannt“.
Bei einer Erkundung wird der junge Charles Mazurkiewicz tödlich verwundet. Marie Antoinette nahm sich die Zeit, ihn zu begraben und erhielt dabei einen Lanzenstich oberhalb der linken Brust. Zum Glück wird sie in einem Kloster von der Nonne geheilt, die sie bereits vorher behandelt hatte und die es ihr ermöglicht, ihr Geheimnis zu bewahren. Genesen, wird sie später für einige Wochen von den Russen gefangen genommen. Ihre französische Staatsangehörigkeit, ihr Geschlecht und ihr falscher Pass retten ihr das Leben. Nach Preußen abgeschoben, schließt sie sich wieder der Familie Łubieński in Dresden an. Dort belegt sie medizinische Kurse und wird Rot-Kreuz-Krankenschwester. Diese Organisation, entstanden zur Genfer Konvention im Jahr 1864, hat den Auftrag, sich um Kriegsverwundete zu kümmern.

### Zurück in Frankreich
Zurück in Frankreich kehrte sie ins Elsass zurück, wo sie als Korrespondentin im Handel arbeitete.
In ihren Memoiren schreibt sie:
„Als ich 1865 nach Frankreich zurückkehrte, hatte der Verlust all meiner Leute eine ungeheure Leere zurückgelassen, die ich zu füllen beschloss, indem ich mein Leben all meinen Landsleuten widmete, denen ich nützlich sein könnte“.
Sie belegte schon bald weitere Kurse in Krankenpflege und ging 1866 nach Lille, wo die Cholera wütete, die vor allem die Ärmsten traf - 1300 von 2215 Opfern waren Arbeiter. In Paris traf Marie-Antoinette Madame Joséphine de Forcade La Roquette, die Frau des Innenministers. Sie verschaffte Marie-Antoinette über ihren Mann Adolphe de Forcade La Roquette eine Stelle als Postmeisterin im Amt Lamarche im Département Vosges. Ihren Werten treu bleibend, setzte sie ihr karitatives Engagement für die Bewohner der Stadt fort und ging sogar so weit, dass sie an einem Winterabend selbst nach einem vermissten Postboten suchte.
Später verließ Madame de Forcade La Roquette ihren Mann und schloss sich Marie-Antoinette in Lamarche an. Aber sie vermisste ihre Zwillingstöchter, die der Obhut ihres Vaters anvertraut waren. Marie-Antoinette, die wusste, dass die Mädchen im Internat der Nonnen der Göttlichen Vorsehung in Ribeauvillé zur Schule gingen, organisierte eine geheime „Versetzung“. Angeblich wegen ihres Dienstes zog sie von Épinal nach Ribeauvillé. Während einer Umquartierung der Internatsschülerinnen in eine Kapelle außerhalb der Anstalt entführte sie die Mädchen und zwang sie, wie sie selbst, Männerkleidung anzulegen. Zurück in Lamarche übergab sie die Mädchen an die religiöse Institution der Stadt.

### Deutsch-Französischer Krieg 1870
In ihrer Position als Postmeisterin nahm Marie-Antoinette die ersten Signale des am 18. Juli erklärten Krieges von 1870 wahr und verstand sie. Als sie am 2. September in Sedan von den ersten Niederlagen der französischen Truppen erfuhr, ließ sie sich beurlauben und versuchte erfolglos, in die reguläre Armee einzutreten. Sie wendete sich deshalb an die Kompanie der Francs-tireurs in Lamarche, wo jeder sie kannte und wurde als Leutnant willkommen geheißen. Im Oktober sammelte sich ihre Kompanie unter dem Kommando von General Dupré in La Bourgonce. Leutnant Tony befehligte einen Zug, dem General Degenfeld gegenüberstand, der seine Truppen in Richtung Saint-Dié führte.
Sieben Stunden lang tobte der Kampf in Nompatelize. Die Francs-Tireurs aus Lamarche, die von Leutnant Tony kommandiert wurden, schlugen eine Schwadron bayerischer Kavallerie zurück, die versuchte, ihre Linie zu durchbrechen.
Marie-Antoinette erzählt:
„Ich war Zeuge der Schlacht von La Bourgonce. Ich wurde beim Tagesbefehl erwähnt, weil ich viereinhalb Stunden an der umkämpftesten Stelle geblieben war, mit zehn Männern, von denen acht getötet oder verwundet wurden.“
In Begleitung einer Handvoll Gefolgsleute, mit dem Chassepot in der Faust, wehrte sie einen feindlichen Angriff ab und zog sich erst zurück, als ihr die Munition ausging. Ihre Einheit fügte dem badischen General Degenfeld einen Verlust von 400 Mann zu. Die anwesenden französischen Generäle und die Berichterstatter lobten sie dafür.
Einige Tage später schloss sich Lamarches Kompanie von Freischützen der Armee von General Garibaldi an, der die neue Französische Republik mit einem italienischen Freiwilligenkorps unterstützte. Aber Tony, die sehr fromm war, wollte sich nicht den Befehlen eines Mannes unterstellen, der gegen den Vatikan gekämpft hatte. Sie verließ die Arme und schloss sich dem Sanitätsdienst an. Nach dem Ende des Konflikts - im Mai 1871 - nahm sie ihre Arbeit im Postamt von Lamarche wieder auf.
In Anerkennung ihres Kampfeinsatzes während des Krieges von 1870–1871 überreichten die Damen von Straßburg und Colmar Marie-Antoinette Lix posthum einen Ehrensäbel, kurz nach ihrem Tod 1910, welcher dann dem Musée de l’Armée in Paris übergeben wurde.

## Zivilleben

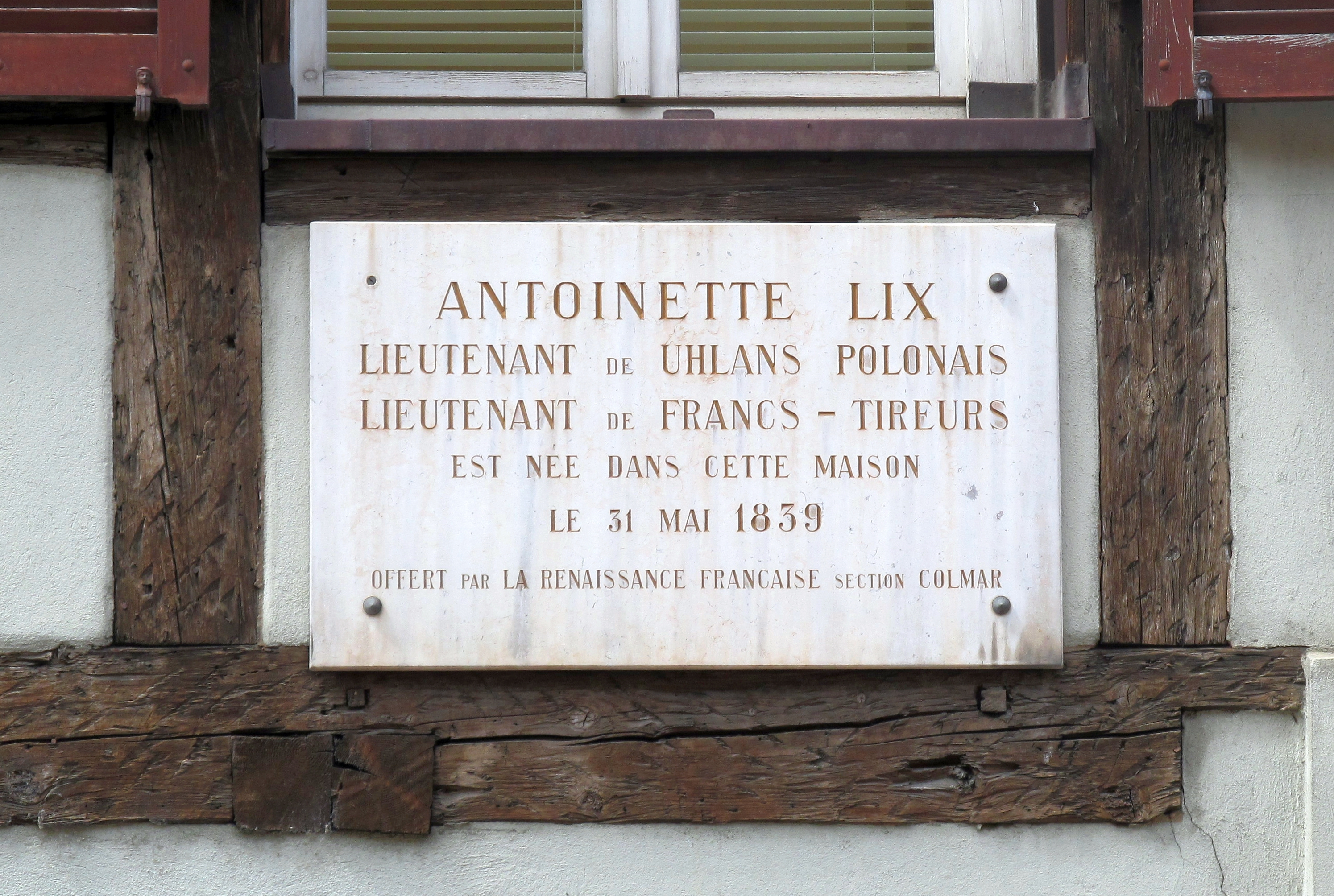
Colmar: Gedenktafel

1880 ging sie nach Bordeaux und übernahm eine Tabaktrafik am Cours Saint-Jean, die damals zur Versorgung von Kriegsveteranen dienten. Sie litt unter physischen und psychischen Nebenwirkungen ihrer vielen Abenteuer und zog sich am 7. April 1898 in das Hospizkrankenhaus in Saint-Nicolas-du-Port in Meurthe-et-Moselle zurück, wo sie am 14. Januar 1909 starb. Die Befreiung des Elsass, auf die sie seit dem Ende des Deutsch-Französischen Krieges gewartet hat, erlebte sie nicht mehr. Sie hatte 1883 geschrieben: „Schlaf, schlaf mein Elsass, ich weiß, was sie dein Grab nennen, ist deine Wiege“. An ihrem Geburtshaus in der Grand-Rue 76 in Colmar (Elsass) ist eine Gedenktafel angebracht.
Marie Antoinette Lix schrieb insgesamt vier patriotische Romane
- 1884 Tout pour la Patrie (Alles für das Vaterland),
- 1886 Les neveux de la chanoinesse (Die Neffen der Stiftsdame),
- 1889 Jeunes brutions et vieux grognards (Etwa: In der Jugend ein Eleve, im Alter ein Haudegen),[Anm 1]
- 1889 A Paris et en province (In Paris und der Provinz).